# Кошмари на Кралица Мери
„Кошмари на Кралица Мери“ (на английски: Haunting of the Queen Mary) е британски филм на ужасите от 2023 година на режисьора Гари Шор, който е съсценарист със Стивън Оливър и Том Воън. Във филма участват Алис Ийв, Джоел Фрай, Нийл Хъдсън, Уил Кобан, Дорън Лау, Тим Дауни, Джим Пидък и др. Първоначално премиерата на филма излиза в Италия на 20 юли 2023 г., след това в Съединените щати на 18 август 2023 г.

## Актьорски състав
- Алис Ийв – Ани Колдър
- Джоел Фрай – Патрик Колдър
- Нийл Хъдсън – Гуен Рач
- Уил Кобан – Дейвид Рач
- Дориън Лау – Битнър
- Тим Дауни – Лейтенант Гибсън
- Уесли Алфвин – Фред Астер
- Лени Ръш – Лукас Калдър
- Флори Мей Уилкинсън – Джаки Рач
- Джим Пидък – Капитан Карадайн
- Мадисън Никсън – Джинджър Роджърс
- Ангъс Райт – Виктор

## В България
В България филмът излиза по кината на 15 март 2024 г. от „Про Филмс“.